# Brandalsunds naturreservat
Brandalsunds naturreservat ligger ungefär 12 kilometer söder om Södertäljes centrum vid norra sidan om Brandalsund i Södertälje kommun. Reservatet som bildades år 2016 är privatägt och omfattar en area om 64,4 hektar. Reservatet består huvudsakligen av Trindborgen (RAÄ-nummer Ytterjärna 1:1) med omgivande hagmark och stränder samt en skogklädd bergsrygg i väster med två fornborgar (RAÄ-nummer Ytterjärna 67:1 och 68:1). I norr ingår vattenområdet för Norrviken.

## Beskrivning
Naturreservatet har sitt namn efter det närbelägna godset Brandalsund. Området gränser i söder mot sundet Brandalsund som är det smalaste stället längs Södertäljeleden. I äldre tider och fram till 1700-talet gick en färja över sundet. Fortfarande idag är vägbanken fram till sundet synlig. I området ligger även en badplats.
Naturen präglas av trädklädda hagar, sandmarker, barrnaturskog samt en grund artrik havsvik. I området finns många rödlistade arter, bland dem kärlväxter, insekter och svampar. Syftet med reservatet är enligt kommunen, i samråd med markägaren ”att bevara, säkerställa och utveckla värdefulla naturmiljöer för biologisk mångfald och rekreation. Hagmarkernas rika flora och äldre trädskikt bevaras och utvecklas. Den naturskogsartade barrskogen, de öppna hällmarkerna och de lövrika strandskogarna ska bevaras”.

## Bilder

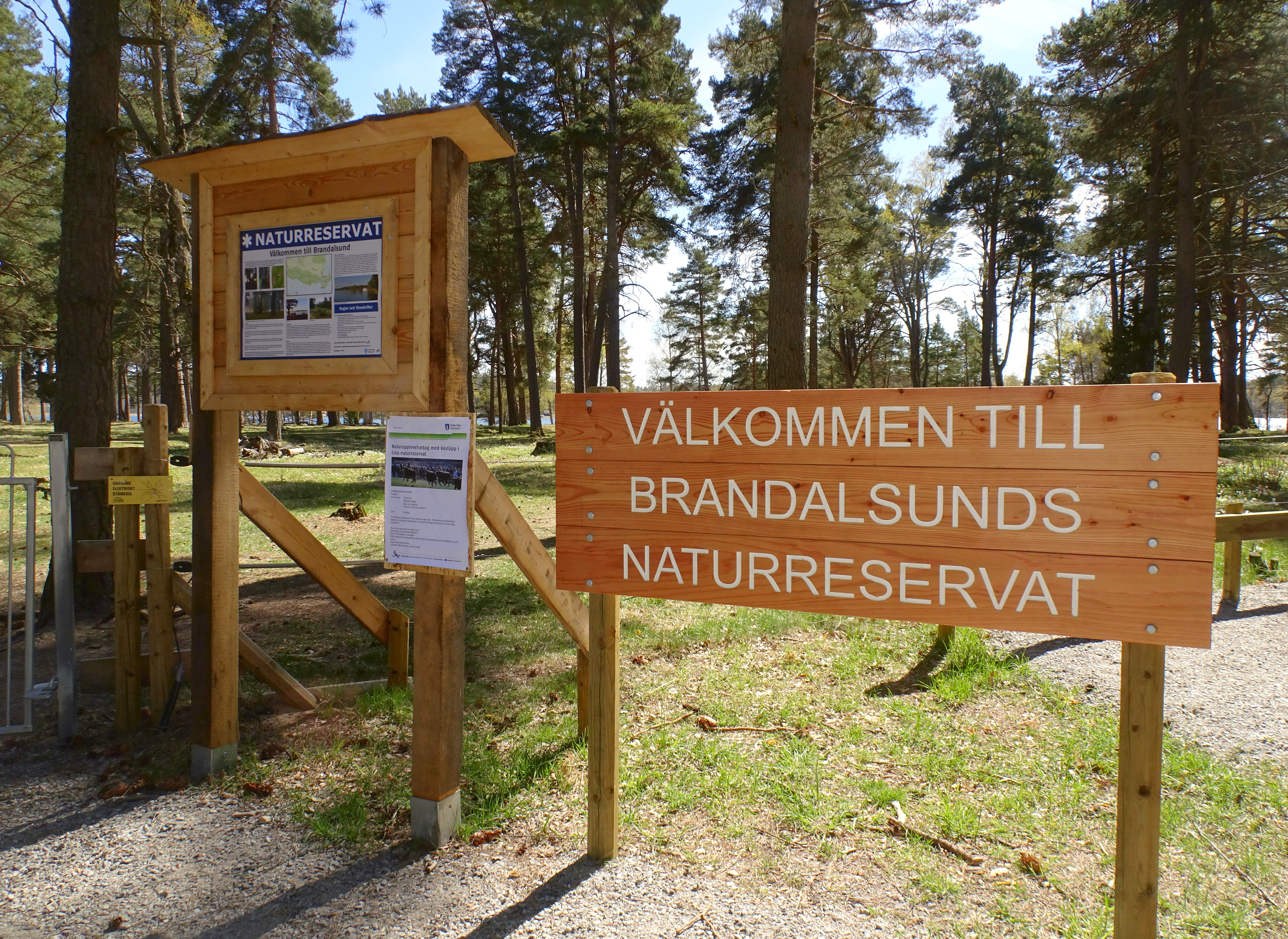
Entré till Brandalsunds naturreservat.
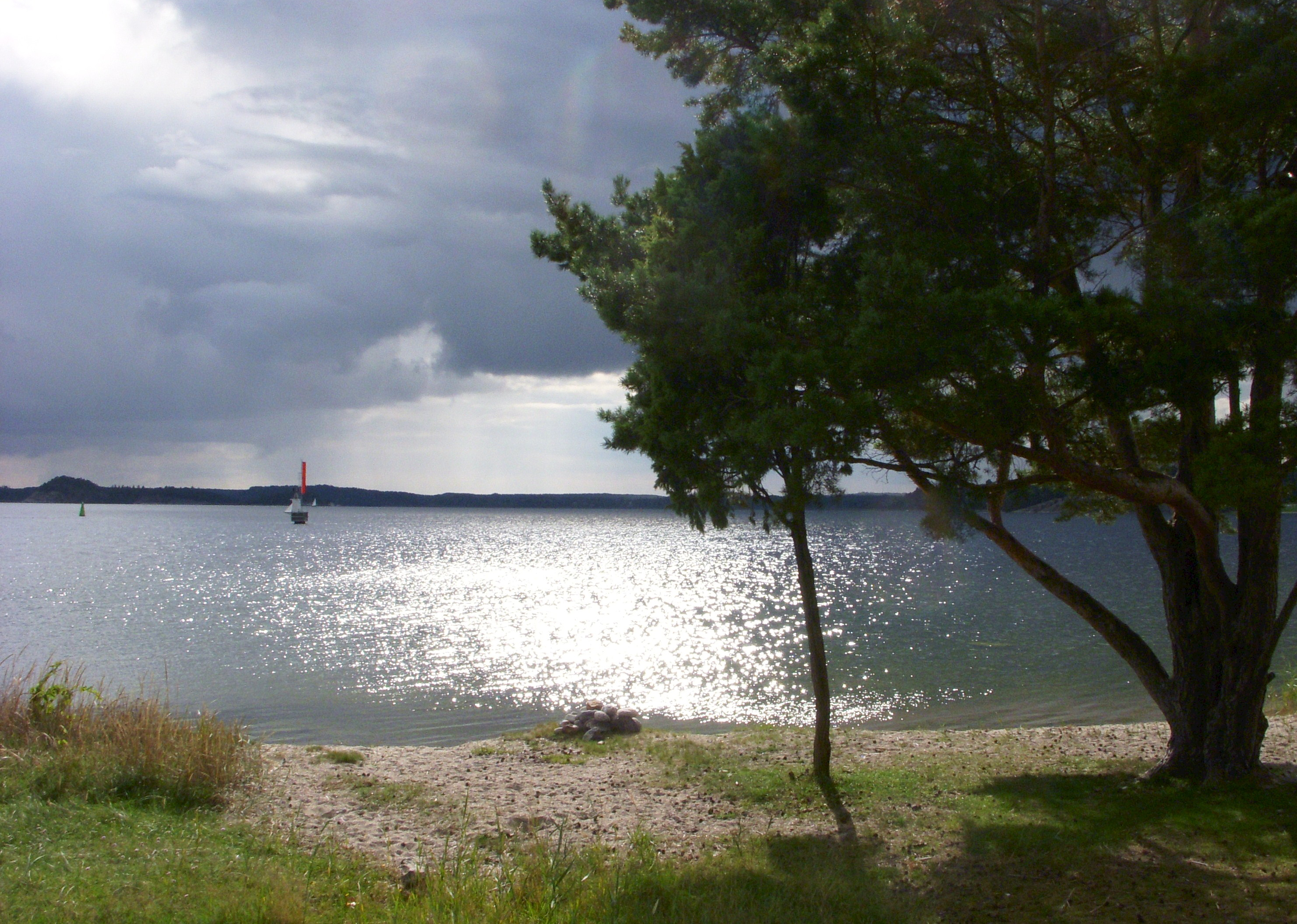
Vy mot sydväst, Vaskhusviken.
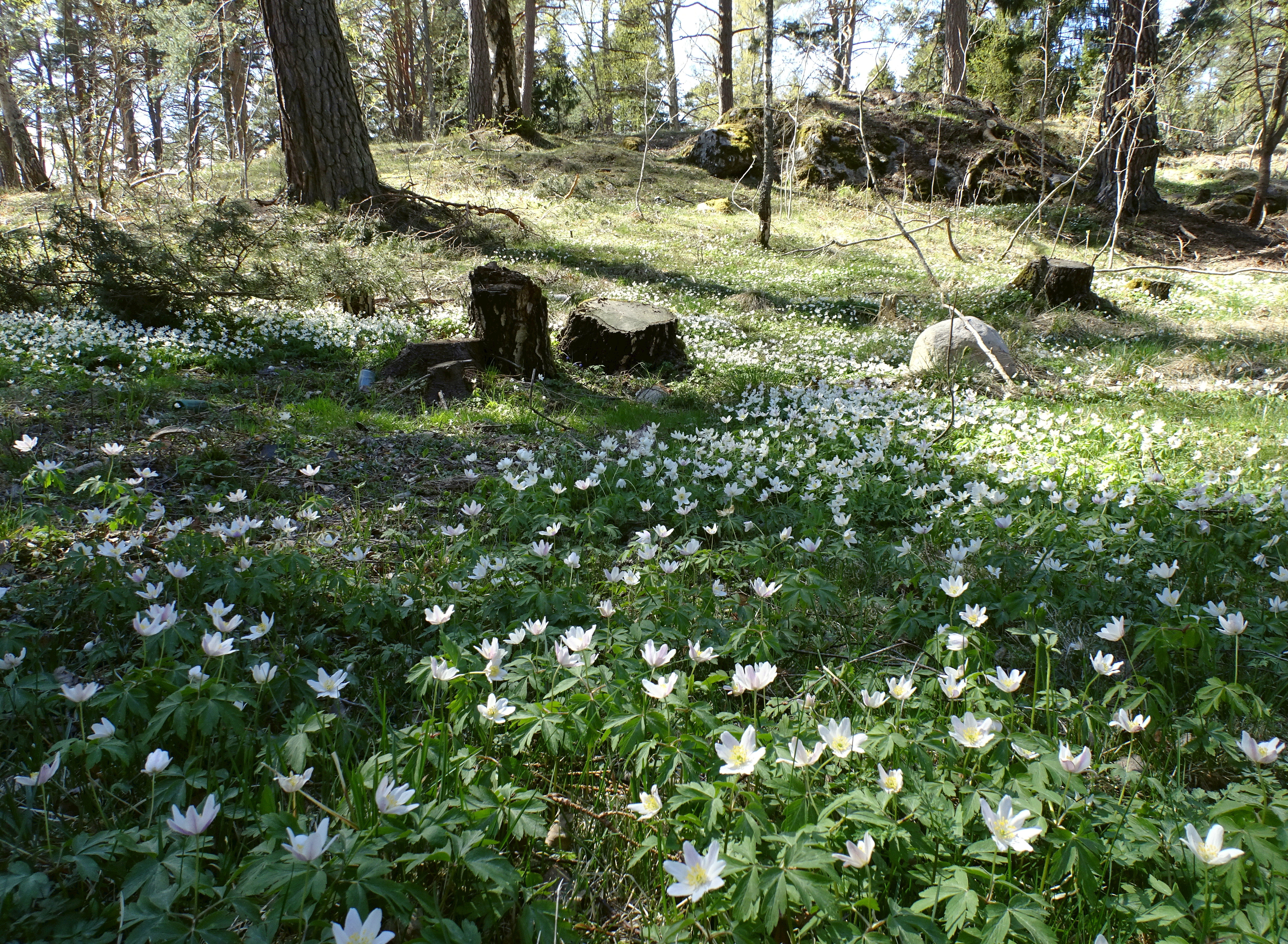
Vitsippor blommar, maj 2017.

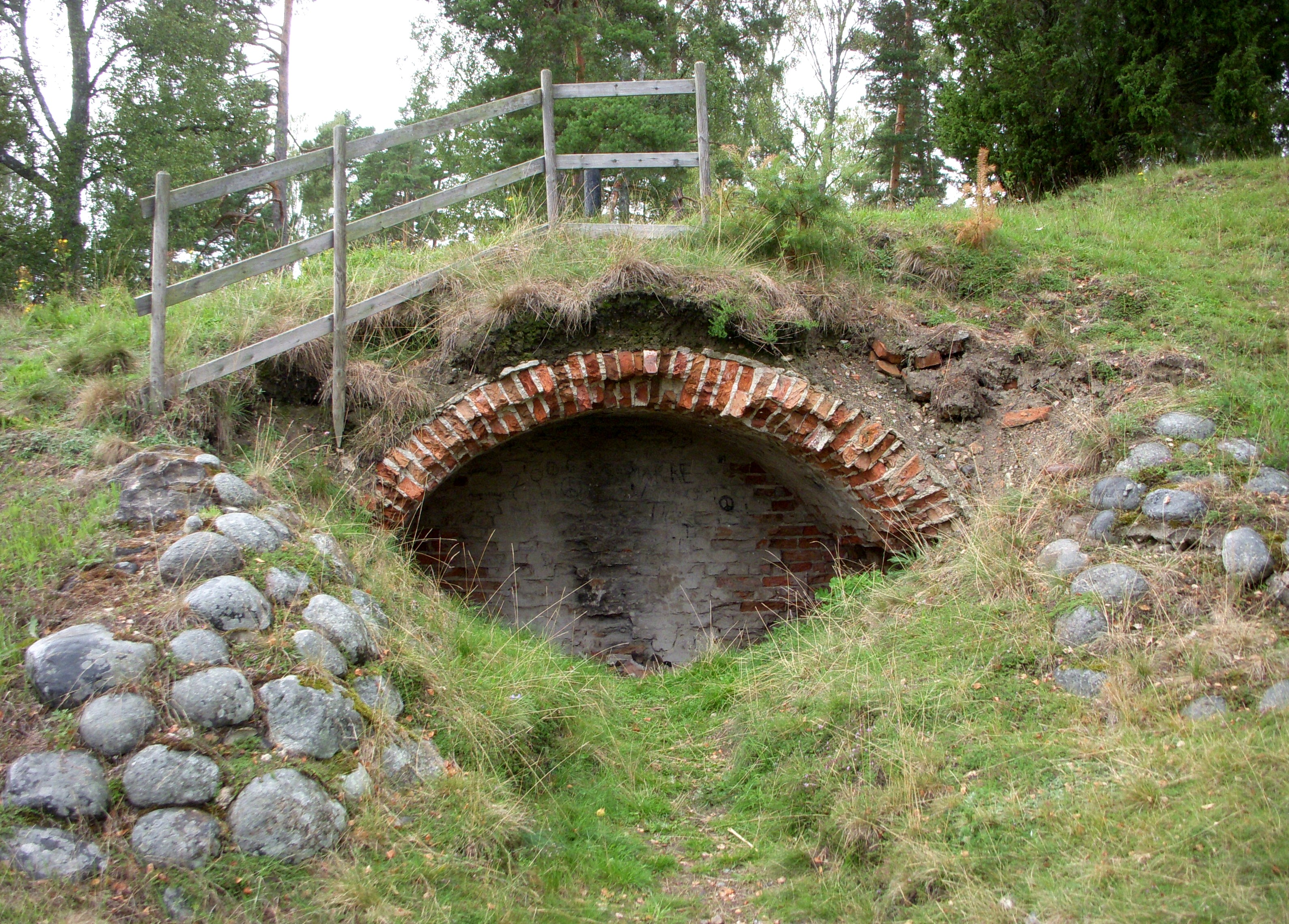
Ruin efter tidigare sjökrog vid Trindborgen.
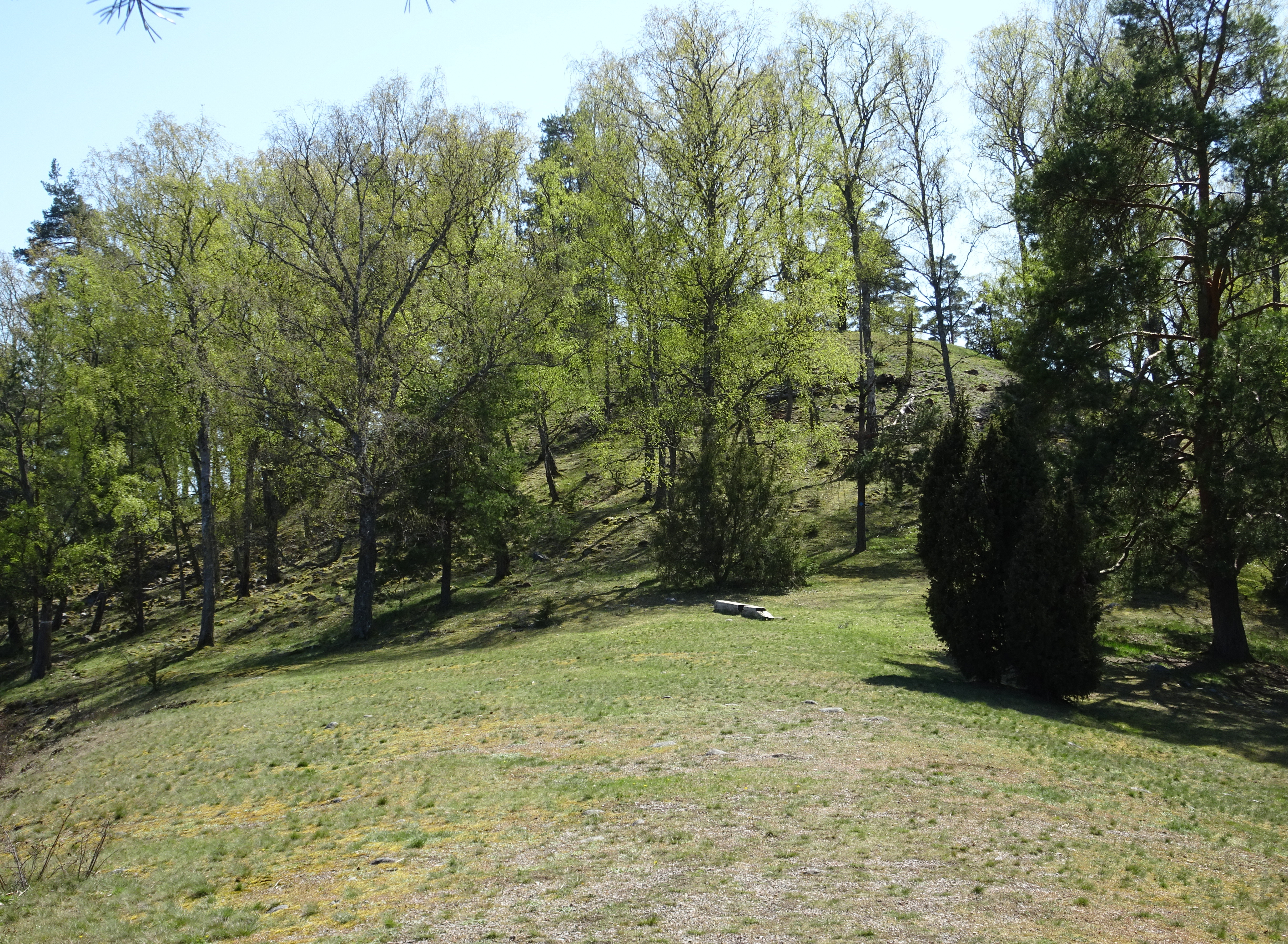
Trindborgen.
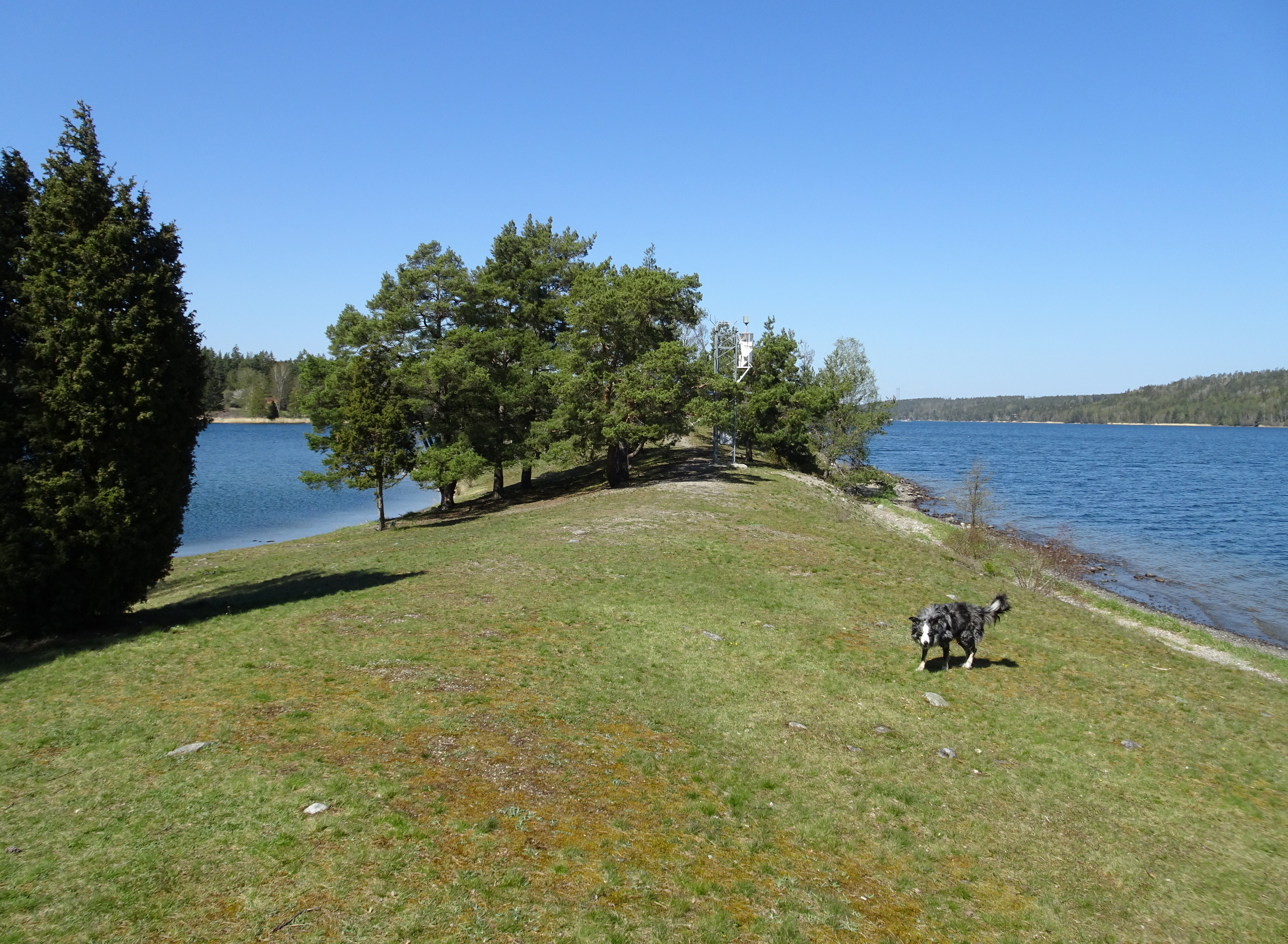
Nordöstra landtungan.